# Grupa Galów

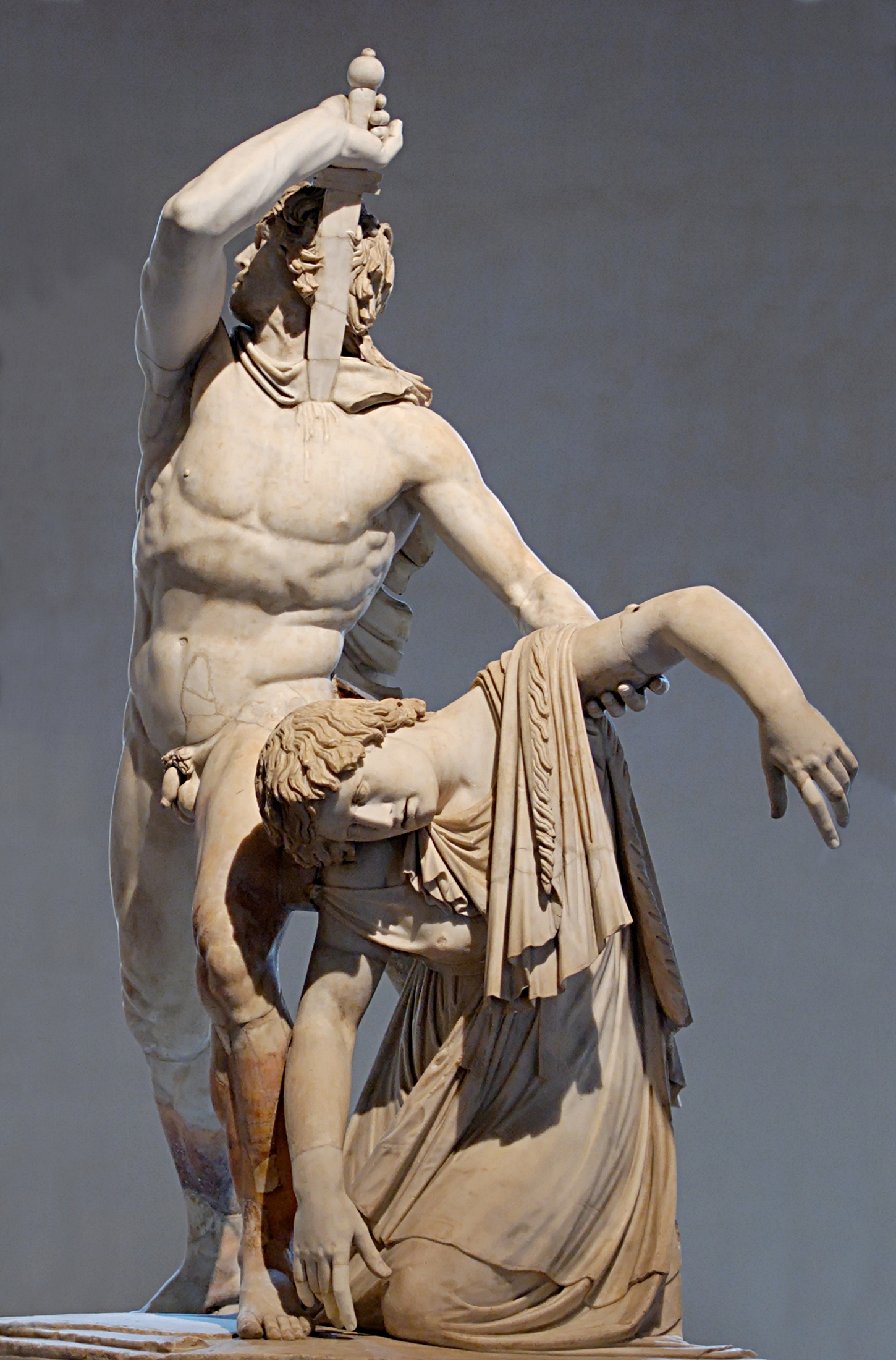
Gal zabijający żonę

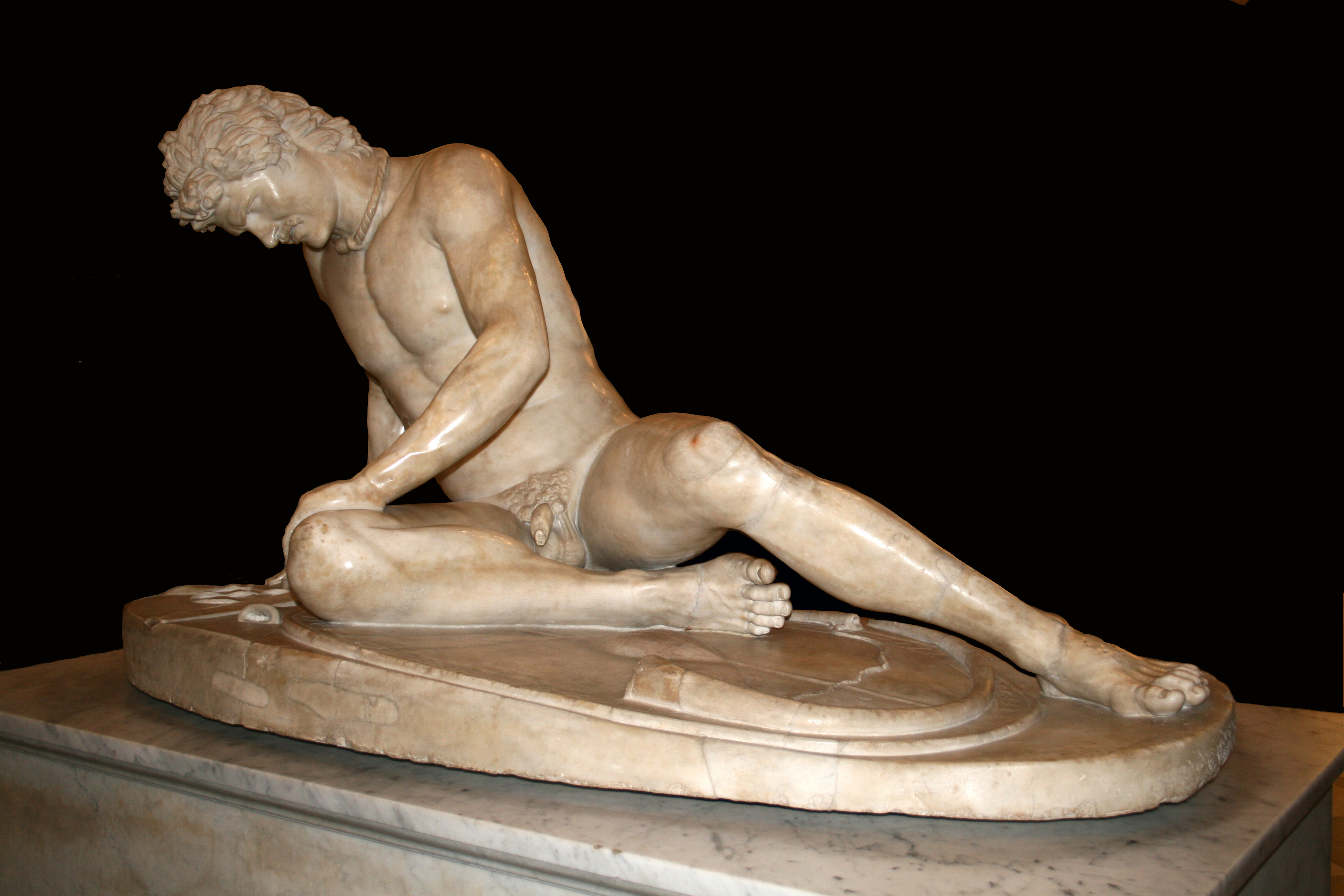
Umierający Gal

Grupa Galów – pomnik wystawiony ok. 228 p.n.e. przez Attalosa I w Pergamonie dla uczczenia zwycięstwa nad Galatami.
Oryginalny monument miał postać zespołu rzeźb umieszczonych na pergamońskim akropolu w świętym okręgu Ateny, na szerszej otwartej przestrzeni stwarzającej odpowiednie wrażenie wizualno-emocjonalne. Całość odlana była w brązie; obecnie znany jedynie fragmentarycznie z rzymskich marmurowych kopii poszczególnych postaci. Niezwykłość jego twórczej koncepcji polegała na tym, że w ogóle nie uwzględniono postaci zwycięzców.

## Historia
Do dziś zachowały się marmurowe kopie dwóch oryginalnych rzeźb: Gal zabijający żonę  i Umierający Gal. Obydwie przechowywane są w muzeach w Rzymie – pierwsza w Muzeum delle Therme, a druga w Muzeach Kapitolińskich. Oba zabytki znane są od 1623 r. jako część tzw. kolekcji Ludovisi. Zostały odkopane na terenie ogrodów kardynała Ludovisi, które w starożytności wchodziły w skład ogrodów Salustiusza. W Pergamonie zachowały się resztki podmurowania pod pomnik, który znajdował się pośrodku dziedzińca sanktuarium Ateny Nikeforos na tamtejszym akropolu. Okrągły postument pomnika miał wysokość 2,48 m, średnicę u dołu 5,25 m, a u góry ok. 3,3 m wraz z gzymsem. Krąg, który obejmował dwie znane rzeźby, miał 3,15 m średnicy. Z pomnikiem związana jest zachowana we fragmentach inskrypcja upamiętniająca zwycięstwo nad Kaikiem (240–230 p.n.e.). Druga inskrypcja, pochodząca prawdopodobnie z pierścienia okalającego bazę u dołu, pochodzi z czasów cesarza Augusta i odnosi się do jego pomnika ustawionego na postumencie w Pergamonie. 
Według relacji Pliniusza Neron przewiózł pomnik z Pergamonu do Rzymu dla ozdobienia Domus Aurea, natomiast Wespazjan ustawił go na Forum Pacis. W Pergamonie ustawiono kopie, z którymi wiąże się inskrypcję sygnowaną Ti. Iulius Rufus. Zachowane dotychczas kopie wykonane są z małoazjatyckiego marmuru i datowane na I w. p.n.e.

## RzeźbaGal zabijający żonę
Główny akcent grupy stanowiła rzeźba Gal zabijający żonę. Przedstawia ona wojownika, który zabił własną żonę, by uchronić ją od losu niewolnicy, a następnie sam popełnia samobójstwo. W ostatniej chwili życia unosi dumnie głowę pragnąc zamanifestować wyzwolenie poprzez śmierć. Celem artysty było ukazanie życia i śmierci. Rzeźba jest powtórzeniem tematu unoszenia rannego z pola bitwy (np. Achilles i Pentesilea lub Artemida z Ifigenią). Jednak w odróżnieniu od wcześniejszych dzieł, w których wrogowie różnią się od Greków tylko uzbrojeniem lub odzieniem, tu realistycznie przedstawiono cechy fizyczne i moralne Galów. W ten sposób król Attalos I chciał podkreślić własne zasługi i potęgę państwa. 

## RzeźbaUmierający Gal
Rzeźba Umierający Gal przedstawia leżącego na tarczy wojownika, który z trudem opiera się na prawej ręce. Na szyi widoczny jest torkwes, obok mężczyzny leży złamany miecz i trąbka. Zakłada się, że umierający Gal jest najpewniej tożsamy ze wzmiankowanym przez Pliniusza trębaczem, którego wyrzeźbił Epigonos, syn Chariasa (Kariosa). Artysta ten był prawdopodobnie współautorem całego pergamońskiego pomnika i przypuszczalnie też wykonał wspomnianą przez Pliniusza rzeźbę, przedstawiającą młodą ranną kobietę galijską karmiącą dziecko (nie jest ona jednak znana z późniejszych kopii).
Pełne przytłaczającej ekspresji dzieło wywierało znaczne wrażenie na potomnych. W epoce nowożytnej jednak przez długi czas uważano je za posąg rannego po walce w amfiteatrze gladiatora i przynajmniej do końca ubiegłego stulecia wyobrażenie powszechnie znane było jako Umierający gladiator (względnie Ranny/Rzymski gladiator, a nawet Zapaśnik). Związane z nim impresje ludzi pióra znajdują odbicie w europejskiej literaturze, przede wszystkim w strofach, jakie poświęcił mu Byron (Wędrówki Childe Harolda). W literaturze polskiej  wspomniana również przez Kraszewskiego (Dziadunio) rzeźba, opisywana była przede wszystkim przez Słowackiego  w Beniowskim i Sienkiewicza w Rodzinie Połanieckich, dopatrujących się w niej rannego Słowianina.

## Odniesienia naukowe
Autorem pełnego naukowego opracowania tych zabytków był Piotr Bieńkowski, który opublikował je w pracach wiedeńskiego Österreichisches Archäologisches Institut jako Die Darstellungen der Gallier in der hellenistischen Kunst (A. Hölder, Wien 1908).
Z grupą pomnikowych rzeźb pergamońskich od początku łączono rzeźbę rannego Gala odnalezioną w 1882 r. na Delos, jako osobny pomnik ufundowany również przez Attalosa I na pamiątkę zwycięstwa nad Galatami, a znajdującą się w zbiorach Narodowego Muzeum Archeologicznego w Atenach; jej autorstwo przypisuje się jednak Agasiasowi z Efezu.